# 하테나☆일루전
하테나☆일루전(はてな☆イリュージョン, Hatena Illusion)은 마츠 토모히로가 그린 일본의 라이트 노벨 시리즈로, 일러스트는 야부키 켄타로가 맡았다. 포치 에도야의 만화 각색판은 2018년 11월 니코니코 동화 웹사이트를 통해 온라인 연재를 시작했다. 칠드런스 플레이그라운드 엔터테인먼트의 각색 애니메이션 TV 시리즈는 2020년 1월부터 6월까지 방영되었다.

## 시놉시스
시라누이 마코토는 마술사를 꿈꾸며 가족의 친구이자 세계적으로 유명한 마술사 호시사토 마모루의 제자가 되기 위해 도쿄에 온다. 역에서 아름다운 도둑에게 강도를 당하고, 선생님의 저택에 도착했을 때, 우연히 장래 선생님의 딸이 된 소꿉친구 카나의 모습이 많이 변해 있음이 밝혀진다. 그리고 이제 그들은 서로를 전혀 이해하지 못한다.